# Blés durs siciliens antiques
Les blés durs siciliens antiques ou variétés locales de blés siciliens sont une série de 52 variétés de blés autochtones de Sicile,, sur les 291 variétés présentes en Italie en 1927.

## Histoire
Le terme « antique » est employé de manière inappropriée, avec une connotation plus commerciale que réelleLes variétés dites « antiques » sont en fait simplement des blés qui étaient répandus à une époque non nécessairement éloignée, mais qui ne le sont plus aujourd'hui.
Ce sont des blés dont la plupart ont disparu parce qu'ils étaient peu adaptés à une culture intensive mécanisée, faisant largement appel aux engrais. En outre, ils ont un rendement à l'hectare plus faible que les variétés de blé modernes.
L'adoption par plus de 50 pays européens de l'Union pour la protection des obtentions végétales (UPOV) 91, et ultérieurement de l'Accord sur les droits de propriété intellectuelle qui touchent au commerce (ADPIC) de l'Organisation mondiale du commerce (OMC), a politiquement favorisé la disparition des variétés de blés autochtones de Sicile, et non seulement de celles-ci. En effet, cet accord international interdit l'échange de variétés de semences entre agriculteurs, ôtant aux paysans la possibilité d'entretenir, de préserver et de transmettre les semences de variétés indigènes pour leurs semis. Les semences ne deviennent ainsi que des concessions annuelles d'une multinationale qui impose les règles de culture au niveau international,.
Cependant, il faut souligner que l'agriculture paysanne a tendance à résister à ces contraintes et que persiste la tradition de réutiliser comme semences - quand les espèces le permettent - une partie des céréales produites, préservant ainsi la capacité individuelle de sélectionner avec le temps les semences les plus adaptées aux conditions propres de production sans dépendre d'une source extérieure.
En Sicile, où on comptait 52 variétés de blés cultivées en 2009, 50 % de la production d'environ 10 millions de quintaux a été obtenue à l'aide d'une seule variété.

## Variétés
En Sicile, du fait de la grande diversité de conditions climatiques et  microclimatiques du territoire, ainsi que des différentes conditions pédologiques et altimétriques et, au cours des siècles, on a sélectionné différentes variétés de blé cultivé, dont les suivantes,,,.
- Amedeo
- Appulo
- Arcangelo
- Biancolilla§
- Biancuccia§
- Bidì§
- Bronte
- Bufale§
- Cannizzo
- Casedda§ (tendre)
- Castiglione§
- Ciccio
- Colosseo
- Creso
- Cuccitta§ (tendre)
- Duilio
- Farro Lungo§
- Francesa§
- Gentil Rosso
- Gigante§
- Giustalisa§
- Grano Monococco§
- Inglesa§
- Iride
- Latino
- Margherito
- Maiorca§ (tendre)
- Maiorca di Pollina§ (tenero)
- Maiorcone§ (tenero)
- Martinella§
- Mantu di Maria§
- Mongibello
- Monococco§ (farro)
- Norba
- Palmentella§
- Paola§
- Perciasacchi§
- Pietrafitta
- Qrato
- Radioso
- Realforte
- Realforte§
- Regina§
- Rieti
- Robba janca§
- Romano§ (tendre)
- Russello§
- Ruscia
- Rusticano
- Sambocara§
- Sammartinara
- Sant'Agata
- Saragolla
- Scavuzza§
- Scorzonera
- Senatore Cappelli ou Cappelli
- Simeto
- Strazzavisazz§
- Timilia§ ou Tumminia ou Triminia
- Tresor
- Tripolino Realforte§
- Urria§
- Vendetta
- Verna

§= blé « antique »
Une classification selon les aires orographiques est la suivante :
| Montagne                                                                                         | Collines hautes                                                                                 | Collines | Plaine insulaire Centre et Nord insulare                              | Plaine insulaire Sud                                              |
| ------------------------------------------------------------------------------------------------ | ----------------------------------------------------------------------------------------------- | --- | --------------------------------------------------------------------- | ----------------------------------------------------------------- |
| - Ciciredda - Paola - Bufala Rossa Lunga - Bufala Nera Corta - Bufala Nera Lunga - Bufala Bianca | - Francesone - Sammartinara - Margherito - Farro Lungo - Priziusa - Bivona - Maiorca - Cuccitta | - Francesa - Regina - Biancuccia - Chiattulidda - Trentino - Timilia - Giustalisa - Martinella - Semenzella - Castiglione - Gioia - Lina - Vallelunga - Romano - Maiorcone - Gigante | - Margherito - Girgentana - Inglesa - Scavuzza - Cotrone - Scorsonera | - Tripolino - Urria - Ruscia - Pavone - Manto di Maria - Tunisina |

## Recherche scientifique
Une étude conduite par des chercheurs de la Stazione Consorziale Sperimentale di Granicoltura per la Sicilia, de Caltagirone (province de Catane) publiée en 2010 montre des différences entre certaines variétés de blés durs siciliens antiques et des variétés modernes de blés durs.
Dans l'étude, les blés appartenaient à quatre variétés de blés durs siciliens antiques confrontées à 13 variétés nouvelles de blés durs de Sicile.
Les quatre variétés anciennes étaient les suivantes : Cappelli, Margherito, Russello, Timilia.
Les variétés nouvelles étudiées étaient les suivantes : Arcangelo, Catervo, Ciccio, Duilio, Iride, K26, Lesina, Mongibello, Pietrafitta, Rusticano, Sant'Agata, Simeto, Tresor.
Les différences relevées dans l'étude sont les suivantes :
- Les variétés modernes ont montré un poids plus élevé (1000 graines), avec une vitrosité plus élevée apte à produire plus de semoule.
- Les variétés modernes ont une quantité de gluten sensiblement égale à celle des variétés anciennes, avec une teneur protéique légèrement plus élevée que celle des blés durs anciens. Seule la semoule de grains anciens présentait un indice de gluten plus faible avec donc également des propriétés viscoélastiques différentes des farines de l'autre groupe.
- Les variétés anciennes présentent un indice alvéographique w inférieur (85 au lieu de 181 10-4 joules), tandis que les autres paramètres visco-élastiques (P, L et G) ne diffèrent pas entre les deux groupes. En particulier, le rapport P/L ne montre pas de différences entre les deux groupes, du fait qu'ils sont tous deux des blés durs. La pâte obtenue avec les variétés anciennes est plus souple, moins dure et moins résistante par rapport aux variétés modernes.
- Les variétés anciennes, selon une analyse sensorielle faite par une méthode standard pour produire du pain, produisent une croûte plus épaisse avec une mie moins alvéolée, des miettes plus petites et plus d'humidité.

## Appellations
En Sicile, émerge une sensibilité et un intérêt économique pour les appellations d'origine des produits céréaliers comme pour, l'unique produit issu de la farine de blé dur, le pain AOP (appellation d'origine protégée, ou DOP en langue italienne) appelé « Pain de Dittaino » ou « Pagnotta del Dittaino ». Pour sa production, on peut utiliser différentes variétés de blés énumérées dans le cahier des charges de l'appellation :

« La matière première utilisée dans la production de la « Pagnotta del Dittaino » est la semoule remoulue provenant de la mouture de blé dur produit dans la zone de culture de l'appellation définie à l'article 3, appartenant aux variétés Simeto, Duilio, Arcangelo, Mongibello, Ciccio, Colosseo, représentant au moins 70 % du total de la farine utilisée. Les 30 % restants doivent de toute façon être constitués de blé dur appartenant aux variétés Amedeo, Appulo, Bronte, Cannizzo, Cappelli, Creso, Iride, Latino, Norba, Pietrafitta, Quadrato, Radioso, Rusticano, Sant’Agata, Tresor, Vendetta, produits également dans l'aire de production. Il n'est pas permis de mélanger le blé avec d'autres blés provenant d'autres territoires siciliens non inclus dans l'aire géographqiue, d'autres régions italiennes ou bien d'autres pays. »

— Pagnotta del Dittaino Dop: Riconoscimento CE: Reg. CE n. 516 du 17.06.09 (GUCE L. 155 du 18.06.09)
.